# فيديريكو دومينغيز
فيديريكو دومينغيز (بالإسبانية: Federico Hernán Domínguez)‏ هو لاعب كرة قدم أرجنتيني في مركز الدفاع، ولد في 13 أغسطس 1976 في بوينس آيرس في الأرجنتين. شارك مع منتخب الأرجنتين تحت 17 سنة لكرة القدم ومنتخب الأرجنتين تحت 20 سنة لكرة القدم ومنتخب الأرجنتين لكرة القدم. أما مع النوادي، فقد لعب مع أبولون ليماسول وأرجنتينوس جونيورز وأوليمبو وإسبانيول وإنديبندينتي وجيمناسيا لابلاتا وريفر بليت وسانتوس لاغونا وفيليز سارسفيلد ومونتيفيديو واندررز وناسيونال مونتيفيديو.

## وصلات خارجية
- فيديريكو دومينغيز على موقع قاعدة بيانات كرة القدم.إي يو (الإنجليزية)
- فيديريكو دومينغيز على موقع ناشيونال فوتبول تيمز (الإنجليزية)
- فيديريكو دومينغيز على موقع Soccerway.com (الإنجليزية)